# ISO 3166-2:SL

Norme de qualite

ISO 3166-2:SL est l'entrée pour la Sierra Leone dans l'ISO 3166-2, qui fait partie du standard ISO 3166, publié par l'Organisation internationale de normalisation (ISO), et qui définit des codes pour les noms des principales administration territoriales (e.g. provinces ou États fédérés) pour tous les pays ayant un code ISO 3166-1.

## Provinces et Zone(4)
Les noms des subdivisions sont listés selon l'usage de la norme ISO 3166-2, publiée par l'agence de maintenance de l'ISO 3166.
```
SL-E
 
Eastern

SL-N
 
Northern

SL-S
 
Southern

SL-W
 
Western Area (Freetown)
```

En 2017, la province du Nord-Ouest a été créée dans la province du Nord et n'a pas à ce jour de codet encore attribué.
Historique des changements
- aucun changement